# Campionati africani di ciclismo su strada - Cronometro a squadre femminile Elite
La Cronometro a squadre femminile Elite è uno degli eventi disputati durante i Campionati africani di ciclismo su strada. Per la prima volta fu corsa nel 2013. 

## Albo d'oro
Aggiornato all'edizione 2023.
| Anno | Vincitore                                                                                          | Secondo                                                                                            | Terzo                                                                                      |
| ---- | -------------------------------------------------------------------------------------------------- | -------------------------------------------------------------------------------------------------- | ------------------------------------------------------------------------------------------ |
| 2013 | Eritrea Tsehainesh Fitsum Yorsalem Ghebru Wehazit Kidane Senayt Mengsteab                          | Nigeria Tombrapa Gripka Rosemary Marcus Glory Odiase                                               | Etiopia Meseret Hagos Selam Hagos Eyerusalem Kelil Hadnet Kidane                           |
| 2014 | non disputata                                                                                      | non disputata                                                                                      | non disputata                                                                              |
| 2015 | Sudafrica Ashleigh Moolman Heidi Dalton Lynette Burger An-Li Pretorius                             | Namibia Vera Adrian Michelle Vorster Irene Steyn                                                   | Eritrea Tsehainesh Fitsum Yohana Dawit Wehazit Kidane Mossana Debesay                      |
| 2016 | Sudafrica Samantha Sanders An-li Kachelhoffer Lise Olivier Anriette Schoeman                       | Etiopia Tsega Beyene Eyaru Tesfoam Mhirte Asgele Eden Bekele                                       | Eritrea Yohana Dawit Wogahta Ghebrehiwet Mossana Debesay Wehazit Kidane                    |
| 2017 | Eritrea Wehazit Kidane Mossana Debesay Bisrat Ghebremeskel Wegaheta Gebrihiwt                      | Etiopia Eyeru Gebru Abrha Birhan Fkadu Tsega Beyene Selam Amha                                     | Egitto Ebtissam Zayed Ahmed Menatalla Essam Donia Rashwan Fatma Hagrus                     |
| 2018 | Etiopia Selam Amha Eyeru Tesfoam Gebru Tsega Beyene Eyerusalem Kelil                               | Eritrea Mossana Debesay Wehazit Kidane Tighisti Ghebrihiwet Bisrat Ghebremeskel                    | Ruanda Jeanne d'Arc Girubuntu Beatha Ingabire Mangifique Manizabayo Jacqueline Tuyishimire |
| 2019 | Etiopia Eyeru Haftu Reda Eyeru Tesfoam Gebru Selam Ahama Gerefiel Tsega Beyene                     | Eritrea Zinab Fitsum Tighisti Ghebrihiwet Mossana Debesay Desiet Kidane                            | Ruanda Genevieve Mukundente Beatha Ingabire Olive Izerimana Jacqueline Tuyishimire         |
| 2020 | non disputata                                                                                      | non disputata                                                                                      | non disputata                                                                              |
| 2021 | Sudafrica Carla Oberholzer Hayley Preen Frances Janse van Rensburg Maroesjka Matthee               | Ruanda Valantine Nzayisenga Jacqueline Tuyishimire Diane Ingabire Josiane Mukashema                | Etiopia Miheret Asegele Gebreyewhans Selam Ahama Gerefiel Serkalen Taye Watango            |
| 2022 | Eritrea Monalisa Araya Adiam Dawit Milena Fafiet Danait Fitsum                                     | Mauritius Llucie De Marigny-Lagesse Celia Halbwachs Raphaelle Lamusse Kimberley Le Court De Billot | Egitto Nada Aboubalash Hapepa Eliwa Rehab Elsherbini Ebtissam Zayed Ahmed                  |
| 2023 | Mauritius Llucie De Marigny-Lagesse Celia Halbwachs Raphaelle Lamusse Kimberley Le Court De Billot | Namibia Anri Krugel Courtney Liebenberg Vera Looser Melissa Hinz                                   | Ruanda Xaverine Nirere Valantine Nzayisenga Diane Ingabire                                 |

## Medagliere
| Pos.   | Nazione   | Oro | Argento | Bronzo | Totale |
| ------ | --------- | --- | ------- | ------ | ------ |
| 1      | Eritrea   | 3   | 2       | 2      | 8      |
| 2      | Sudafrica | 3   | 0       | 0      | 3      |
| 3      | Etiopia   | 2   | 2       | 2      | 6      |
| 4      | Mauritius | 1   | 1       | 0      | 2      |
| 5      | Namibia   | 0   | 2       | 0      | 2      |
| 6      | Ruanda    | 0   | 1       | 3      | 4      |
| 7      | Nigeria   | 0   | 1       | 0      | 1      |
| 8      | Egitto    | 0   | 0       | 2      | 2      |
| Totale | Totale    | 9   | 9       | 9      | 27     |